# Burgers ekvation
Burgers ekvation är en icke-linjär  partiell differentialekvation namngiven efter den holländske fysikern Jan Burgers. Det är en fundamental ekvation inom flödesdynamik och används bland annat vid studiet av gasdynamik och modellering av trafikflöden.
Den allmänna formen för Burgers ekvation där {\displaystyle u} är hastigheten och {\displaystyle \nu } är viskositetkoefficienten ges av:
{\displaystyle {\frac {\partial u}{\partial t}}+u{\frac {\partial u}{\partial x}}=\nu {\frac {\partial ^{2}u}{\partial x^{2}}}.}
Ett specialfall av ekvationen utan den viskösa termen är en  första ordningens partiell differentialekvation:
{\displaystyle {\frac {\partial u}{\partial t}}+u{\frac {\partial u}{\partial x}}=0.}
Ekvationen används ofta som en modellekvation för studiet av hyperboliska partiella differentialekvationer.